# Piper marginatum
Piper marginatum — pieprz nagietkowy, w kreolskim Ti Bombé lub Hinojo. Jest to gatunek rośliny z rodzaju Piper występujący w wilgotnych, zacienionych miejscach w dżungli amazońskiej w Surinamie, Gujanie Francuskiej i Brazylii.
Liście zawierają flawonoidy, takie jak witeksyna i marginatozyd (6-O-β gencjobioza witeksyny). Roślina zawiera również 3,4-metylenodioksypropiofenon, 2,4,5-trimetoksypropiofenon, 2-metoksy-4,5-metylenodioksypropiofenon, 1- (3,4-metylenodioksyfenylo)propan-1-ol (marginatumol), 5, 4′-dihydroksy-7-metoksyflawanon i 5,7-dihydroksy-4′-metoksyflawanon. 
Z rośliny można uzyskać olejek eteryczny wykazujący działanie odstraszające i larwobójcze przeciwko Aedes aegypti.